# 류카이웨이
류카이웨이(중국어 간체자: 刘恺威, 정체자: 劉愷威, 병음: Liú kǎi wēi, 한자음: 유개위, 광둥어: Lau4 hoi2 wai1 라우호이와이, 영어: Hawick Lau / Harwick Lau 하윅 라우[*], 1974년 10월 13일 ~ )는 홍콩의 배우, 가수이다.

## 생애
그의 아버지는 홍콩의 영화배우 류단(劉丹)이다. 그는 홍콩에서 출생하여 지난날 한때 중화인민공화국 산둥성 웨이하이에서 잠시 유아기를 보낸 적이 있다. 1995년 텔레비전 드라마에서 연기자로 데뷔하였고 1996년 가수로 데뷔하였으며 2000년 홍콩 영화 《Love correction》의 조연을 통하여 영화배우로 데뷔하였다.